# Гонки на выживание
Гонки на выживание или боевые гонки — жанр гоночных компьютерных игр, где главной или второстепенной задачей игрока, управляющего транспортным средством, является уничтожение одного или нескольких аналогичных противников. При этом сам игрок также может быть уничтожен противниками. В случае многопользовательской гонки на выживание победителем является тот игрок, который остался последним в живых. Уничтожение может происходить как путём тарана вражеских автомобилей собственным, так и путём установленного на машине оружия. В некоторых играх уничтожение врагов производится не непосредственным путём, а через активацию специальных триггеров; активировав триггер в определённое время, игрок может вызвать определённое событие на игровом уровне, которое может повредить или уничтожить врагов. В этом жанре обычно предоставлен выбор различных транспортных средств, доступных для игры, каждое из которых имеет свои сильные и слабые стороны и специальные атаки. Игроки могут также разблокировать скрытые транспортные средства, выполнив определённые задачи в игре.

## Геймплей
Традиционно сосредотачивается на стремительных действиях. Находясь внутри транспортного средства, игрок очень редко связывает себя с ролевыми или другими элементами. Игры могут включать в себя гонки, но они, как правило, не так важны по отношению к основному действию. Сюжетные схемы обычно просты: игрок должен победить возрастающее число всё более умелых врагов, зачастую с возрастающей сложностью сражений, прежде чем столкнуться лицом к лицу в финале с супер-мощным боссом.
Чаще всего жанр подразумевает режимы гонки по кругу и бой на арене в стиле американских соревнований Гонки на выживание (Demolition Derby).
В отличие от традиционных гоночных игр, заданный путь для игрока, по которому игрок должен следовать в ходе игры, обычно отсутствует, что позволяет исследовать каждый уровень в свободное время.
Сложность и стратегия, необходимые для завершения игры, меняются: от тщательного сбора ресурсов и движения по сюжетной линии, как в Interstate '76, до тотального уничтожения врагов. Часто основной сюжет будет включать в себя состязание или испытание, дающее поощрение при прохождении игры различными персонажами.